# ECW (WWE)
ECW (viết tắt của tiếng Anh Extreme Championship Wrestling) là một chương trình biểu diễn đô vật chuyên nghiệp của WWE (World Wrestling Entertainment). Trước đây ECW từng là một công ty hoạt động độc lập và tồn tại từ năm 1993 tới năm 2001. Sau này ECW được khôi phục và trở thành thể loại chương trình thứ ba của WWE sau RAW và SmackDown!. Chương trình bắt đầu hoạt động vào ngày 13 tháng 6 năm 2006 và được trình chiếu trên truyền hình mỗi tuần.
Ngày nay ECW được phát sóng trên kênh Syfy Channel của Mỹ, và tại nhiều quốc gia khác như kênh Xtreme Sports Channel và Global của Canada, kênh Sky Sports 3 của Anh, kênh FX của Mỹ Latinh, kênh Ten Sports của Ấn Độ, kênh Super Sport Action của Thái Lan, kênh FOX8 của Australia và kênh SKY 1 của New Zealand.

## Lịch sử

### Những ngày đầu thành lập (1993-1996)
Thành lập vào năm 1992 ở Philadelphia bởi Tod Gordon nhưng trước đó lại là show nhỏ của National Wrestling Alliance (NWA) và mang tên là Eastern Championship Wrestling. Năm 1994, sau khi đã đủ danh tiếng, ECW tách ra khỏi NWA và đổi tên thành Extreme Championship Wrestling!
Tod Gordon bắt đầu tuyển chọn lại đội hình Roster mới cho mình và đội ngũ đạo diễn viết kịch bản.
ECW lần đầu tiên được quảng cáo trên vô tuyến truyền hình là một show Hardcore, khác với World Championship Wrestling (WCW) và World Wrestling Fenedration (WWF), ECW dành cho những fans từ độ tuổi 18 – 25, những khán giả khát máu, thèm cảm giác Extreme và những khán giả đã chán nản với những màn quật nhau đơn giản như ở WWF và WCW! ECW đã tạo nên một số khác biệt với WWF hay WCW: 
```
ECW nổi tiếng với những thể thức trận đấu như:
```

• Trận Three Way Dance là biến thế của trận đấu Triple Threat
• Tất cả các trấn đấu, loại đai đều sử dụng thể loại đấu Hardcore ! (Dù một woman đấu với man vẫn sử dụng thể thức Hardore Match !)
• 24/7 Title: Một số loại đai được sử dụng rules này với thể thức là người giữ đai vô địch sẽ phải bảo vệ đai của mình 24 giờ một ngày, 7 ngày một tuần ! Họ có thể mất đai bất cứ lúc nào, ở bất cứ đâu, miễn là ở đó có trọng tài! Sau này WWF đã bắt chước ECW cho luật này vào đai Hardcore Championsip ! 
• ECW không hề thiên về kĩ thuật bay nhảy hay sức khỏe, vì thế các đô vật của ECW như The Sandman hay Tommy Dreammer chỉ có những chiu DDT hay Russian Leg Sweep là chiêu cuối nên khi họ qua WWE/F hay WCW đều rất bất lợi !

### Thời kỳ huy hoàng
Năm 1995 – 1996 là những năm đầu của thời kì huy hoàng của ECW khi số lượng fans ngày càng tăng dù không bằng của WWF nhưng ngang ngửa với WCW. Vào năm đó, mối thù của Tommy Dreamer và Raven với những trận đấu được mệnh danh là tàn khốc nhất trong lịch sử Hardcore Wrestling và lượng khán giả ngày càng tăng, Tod Gordon quyết định mở rộng thêm một show TV nhỏ là Hardore TV, một show TV chuyên chiếu lại những cảnh tượng ấn tượng nhất của tuần, show kéo dài 1 tiếng kể cả quảng cáo.
Năm 1996, Sự kiện Mass Transit Incident đã đi vào lịch sử đô vật của thế giới! Chuyện là khi Mass Transit, một cậu nhóc 17 tuổi có một trận tag team cặp với D-Von để đấu với New Jack và Mustapha Saed ở show ECW Barely Legal. Trận này theo kịch bản kết thúc là New Jack sẽ dùng một đồ vật gì đó để đánh vào Mass Transit và thắng. Nhưng không, khi New Jack đang sử dụng một lò nướng đập vào đầu cậu, thì máu không ngừng tuôn chảy từ một vết cắt sâu ở đầu! Kết quả: New Jack bị bắt vì tội "Cố ý giết người"; Transit phải phẫu thuật khâu vết thương nhưng vết cắt quá sâu làm tổn thương toàn bộ hệ thần kinh của cậu bé và kết quả cậu phải sống đời sống thực vật trong 5 năm sau trước khi chết! Sau đó show Barely Legal cũng bị bỏ dù đây là show PPV đầu tiên của ECW!!!

### Những ngày huy hoàng nhất (1996-1999)
Năm 1996, Tod Gordon bỗng bán lại toàn bộ cổ phần của show Extreme Championship Wrestling cho Paul Heyman, sau này ông vẫn làm nhân vật ECW Commissioner nhưng đã rời ECW vài năm sau đóa và trở thành người viết kịch bản cho WCW! 
Năm 1995, ECW hợp tác với WWF trong một storyline. Mọi chuyện bắt đầu ở King Of The Ring 1995, khi trận đấu giữa Vega và Mabel đang diễn ra thì khán giả bắt đầu la lên "ECW, ECW, ECW". Đến show WWF Mind Games vào năm 1996, Paul Heyman cùng Tommy Dreamer và The Sandman đã xuất hiện hàng ghế đầu và The Sandman đã phun bia vào mặt của Vega khi anh đang đấu với JBL trong trận Strap Match ! Show này chủ yếu diễn ra mối thù giữa Paul Heyman và Jerry "The King" Lawler nên không được nổi tiếng lúc bấy giờ lắm!
Năm 1997, mối thù của Raven và Tommy Dreamer, mối thù dài và tàn khốc nhất trong lịch sử ECW cũng kết thúc với kết quả Raven phải rời khỏi ECW trong trận You’Re Fired Match!
Năm 1998 – 1999 với một chuỗi hàng loạt các show đặc biệt thành công vang dội, ECW đã có thể sánh ngang bằng với WWF và WCW dù chỉ là một show truyền hình không có màn hình lớn như WWF, không có pháo hoa ào ào như WCW nhưng lại có một phong thái Hardcore Wrestling chính gốc!
Năm 1999, Paul Heyman ký hợp đồng với đài truyền hình TNN (Spike TV bây giờ!) và giúp ECW trở thành show hay nhất của TNN lúc đó! ECW trên TNN đã giúp Paul Heyman và TNN bỏ vào túi một khoản tiền rất lớn khi phát song trên toàn thế giới.

### Bắt đầu suy thoái
Những sự thành công này đã dồn WWF vào đường cùng của sự thất bại nhưng bằng tài năng và trí tưởng tượng của mình cùng với đội ngũ superstar huyền thoại, chủ tịch Vince McMahon đã lội ngược dòng và giúp cho WWF Monday Night Raw phát triển hơn bao giờ hết!
Những ngày suy tàn (2000-2001)
Năm 2000, sau sự thành công rực rỡ của WWF Monday Night Raw, kênh TNN đã quyết định hủy hợp đồng phủ song toàn thế giới với ECW và ký với Vince Mcmahon hợp đồng mới! Điều này được Paul Heyman nhận xét là "điểm mấu chốt dẫn đến sự thất bại của ECW trong DVD Hardcore Homecoming!!!
Năm 2000 dù được nhận xét là đỉnh cao của sự thành công của ECW khi mà lượng khán giả đã lần đầu tiên qua 4000 người nhưng đó vẫn không so sánh được với SummerSlam 1995 của WWF hay WrestleMania 23 với lượng khán giả hơn 80.000 người.

### Sự phá sản của ECW
Năm 2000 – 2001, Paul Heyman đã sử dụng toàn bộ ngân quỹ và số tiền tiết kiệm của ông hay số tiền ký hợp đồng với TNN để duy trì cho show ECW, nhưng những cố gắng đó là không đủ với sự thành công của WWF! Paul Heyman đã quyên góp toàn bộ số tiền lương của các superstar trung thành với ECW, một số người thậm chí đã tặng hết tài sản và làm việc không công lương, nhưng với số tiền mướn sân vận đông hay điện máy, dụng cụ đấu vật, … đã tiêu tốn tất cả số tiền đó!
Năm 2001, sau khi WCW của Eric Bischoff đã bị phá sản và bán lại cho chủ tịch WWF Vince McMahon. 2 tháng sau PPV cuối cùng ECW Guilty As Charged, Paul Heyman và tập đoàn ECW chính thức tuyên bố phá sản và toàn bộ cổ phần, roster bị bán lại cho chủ tịch WWF là Vince McMahon!!! Cuối cùng sau cuộc chiến tay ba của 3 tập đoàn đô vật lớn nhất của nước Mĩ, sau khi WWF, WCW hay ECW trải qua những scandan, khó khăn về tài chính, … thì "gã khổng lồ" World Wrestling Federation với ông trùm Vince Mcmahon đã giành chiến thắng !
Vào những tháng cuối năm 2001, storyline Invasion diễn biến theo sự thật ngoài đời, đã kết thúc hình ảnh của WCW và ECW Originals trên màn ảnh!

### ECW của WWE (2005 - 2010)
Năm 2005, Shane Douglas bỏ tiền túi ra lập ra một tour diễn trên khắp nước Mĩ với chủ đề "Hardcore Homing" đã tụ tập lại toàn bộ roster cũ của ECW và ECW đã như sống lại những ngày Extreme thuở nào!
Một tháng sau đó, WWE cũng diễn ra show ECW One Night Stand cũng hợp lại toàn bộ roster cũ của ECW và diễn ra những trận đấu Extreme Rules!
Đến năm 2007, sau khi diễn ra trận đấu Extreme Rules tranh đai WWE Championship giữa Rob Van Dam và John Cena. Với kết quả là Rob Van Dam thắng, ECW đã được phục hồi với những star gốc như Sabu, Tommy Dreamer, The Sandman, Rob Van Dam, …. Nhưng ECW của WWE không hề mang lại cảm giác Extreme vốn có của ECW Originals đặc biệt là sau đó WWE đã sa thải Sabu, Sandman, … lại càng làm mất đi tính Extreme ! Với việc trong dụng các superstar hạng 2 như Elijah Burke đã làm xấu hổ đi hình ảnh Extreme Championship Wrestling bây giờ!!!

### Sự kết thúc của ECW
Vào tháng 2-2010 sau sự kiện Elimination Chamber, Vince McMahon quyến định thay thế ECW bằng WWE NXT- là một chương trình tìm kiêm tài năng của WWE vì thực tế show ECW toàn là những show debut của các superstar nổi tiếng như Stone Cold,Sheamus,Rob Van Dam,Cm Punk...làm nền tảng để vào Draft vào roster của Raw và Smackdown nên việc thay thế này cũng được coi như là sự đổi mới vì ECW ngày nay đã không còn tính Extream mạo hiểm nhiều hơn xưa nữa.Nhưng mãi trong lòng khán giả luôn vẫn còn đọng lại những giây phút mà ECW còn tồn tại,những huyền thoại ECW và những trận đấu khiến khán giả hồi hộp gào thét

## Người quản lý
- Paul Heyman (7 tháng 6 năm 2006 đến tháng 12 năm 2006)
- Armando Alejandro Estrada (14 tháng 8 năm 2007 đến 3 tháng 6 năm 2008)
- Theodore Long (3 tháng 6 năm 2008 đến 7 tháng 4 năm 2009)
- Tiffany (7 tháng 4, năm 2009 đến nay)

## Bình luận viên
- Tazz (7 tháng 6 năm 2006 đến nay)
- Joey Styles (7 tháng 6 năm 2006 đến nay)